# Jean-Pierre Demarchi
Pour les articles homonymes, voir Demarchi.
 (août 2017).
 (août 2017).
- Si vous ne connaissez pas le sujet, laissez ce bandeau (vous pouvez alors contacter les auteurs).
- Si vous supprimez le contenu mis en cause (vous pouvez préalablement contacter les auteurs),

argumentez précisément cette suppression dans la page de discussion
(un manque de référence n'est pas un argument ; une recherche réelle de référence doit avoir été effectuée, être formellement documentée).
Jean-Pierre Demarchi, né à Oran (Algérie) en 1928 et mort en 1979, est un sculpteur et médailleur français.
Il s’inspire de la nature et la recompose à la limite de l’abstrait. Il est aussi reconnu pour les médailles qu'il réalise avec la Monnaie de Paris. En parallèle de son œuvre d'artiste indépendant, il est le directeur artistique de la cristallerie Daum. Dans ce cadre il développe la réalisation de sculptures en pâte de verre et crée des collections d’objets usuels.

## Biographie
Né à Oran en Algérie en 1928 de parents italo-suisse, Jean-Pierre Demarchi y fait ses études jusqu’au baccalauréat. Intéressé par les arts plastiques, il s'installe en Métropole. En 1948,
il s'inscrit à l'École nationale supérieure des arts décoratifs à Paris. Ami et condisciple de Maurice Legendre, il est élève de Robert Couturier (1905-2008), directeur de l'atelier de sculpture. Ce dernier lui propose une collaboration en 1952 dès sa sortie de l'École.
Passionné par les différentes formes de recherche plastique, Jean-Pierre Demarchi développe rapidement des relations artistiques étroites avec ses professeurs Marc Saint-Saëns, Louis Dideron et Raymond Martin, ainsi qu’avec les décorateurs Jacques Dumond et Maxime Old.
Il expose régulièrement :
- Triennale de Paris 1956 : composition murale avant-gardiste jusque dans le choix de matériaux d'emballage pour la réalisation ;
- Exposition universelle de Bruxelles de 1958 : nef monumentale symbolique de la ville de Paris ;
- Concours pour le Monument aux déportés de Dachau, 1959-1960, 1er prix international ;
- Prix Fénéon 1961, pour Brebis ;
- Concours 20 ans de Médailles de la Monnaie de Paris, 1962, lauréat ;
- Salon de la jeune sculpture 1964 ,
- Musée de la médaille en 1965 ;
- Biennale de sculpture contemporaine, Paris, musée Rodin, 1966.

Les clients institutionnels font appel à ses talents[réf. nécessaire] :
- Ville de Rouen, 1961 ;
- Château de Senailly, 1961 ;
- Chapelle Sainte Clotilde à Paris, 1962 ;
- Ville d'Ajaccio ;
- Ville de Chaville, 1963 ;
- Ville de Vigneux, 1965.

En 1962, à la suite du concours « 20 ans de médailles » de la Monnaie de Paris, Jean-Pierre Demarchi développe en collaboration avec cette dernière un important œuvre de médailleur.
En 1967, la cristallerie Daum lui propose le poste de directeur artistique qu'il accepte tout en gardant son activité de sculpteur indépendant. Il est à l’origine des sculptures en pâte de verre réalisées par Daum et favorise les collaborations avec plusieurs artistes de renom dont Salvador Dalí, César, Couturier, Legendre, Lhoste, Badord, Gérard Koch ou Pierre Dmitrienko.

## Style et œuvres
L’œuvre de Jean-Pierre Demarchi se décompose en six domaines : œuvres monumentales, sculptures personnelles, bas-reliefs, médailles, sculptures en pâte de verre, collections Daum.

### Œuvres monumentales
Cette ligne d’inspiration est très précoce chez lui, elle correspond à la majorité de ses commandes institutionnelles. Elle a été largement exposée et remarquée des critiques d’art qui en disent : « Il travaille alors le métal hérissé, piquant, blessant, mais vivant : chevaux, taureaux,  oiseaux, hommes ailés »[réf. nécessaire]. En effet, ses œuvres se caractérisent par un style dynamique et spontané laissant volontairement les techniques de l’ébauche apparaître sur le rendu final.
Il est l'auteur d'Icare (Vigneux), Icare (musée Rodin), Oiseau monumental (lycée Pasteur, Oissel-sur-Seine), sculpture du lycée Laetizia Bonaparte (Ajaccio), Monument aux déportés de Dachau, une sculpture animée de jeux d'eau (château de Senailly), des bas-reliefs (Rouen), une cheminée (Chaville), Croix de la chapelle Sainte-Clotilde (Paris), Nef symbolique de la ville de Paris pour l'Exposition universelle de Bruxelles.

### Autres sculptures
Cette ligne a aussi des racines particulièrement précoces avec notamment le Couple réalisé dès 1951. C’est dans ses sculptures de taille assez modeste que la sensibilité de Jean-Pierre Demarchi s’exprime avec le plus de liberté. Les modelés des corps de femmes, leur découpe ou encore le rendu de ses oiseaux métalliques sont autant de témoins de la richesse de sa technique et de ses émotions. Ces œuvres sont l’aboutissement de préoccupations artistiques inspirées de celles d'Alberto Giacometti, qu’il n’a pourtant jamais fréquenté.
Il est l'auteur d'œuvres (non localisées) comme Couple (1951), Femme en équilibre,  allongée, debout, à genoux, alanguie, L'Oiseau blessé (1958), Le Dindon, Le Taureau, Le Taureau porté, Icare (1970), Le Vieil Homme, L'Homme arborescent (1964), La Forêt pétrifiée (1973).

### Bas-reliefs
On retrouve sur les bas reliefs de Jean-Pierre Demarchi la façon de traiter le métal et les sujets qu’il utilise pour ses sculptures « personnelles ». Il joue avec autant de bonheur de la même palette d’inspiration allant du figuratif stylisé à l’abstraction. Le terme bas-relief est ici utilisé à la limite de son sens technique puisque détachés du support mural, il s’agit davantage de haut-relief.
Panneaux pour le paquebot Flandre (1951) ; panneau décoratif pour la triennale de Paris et bas-relief du foyer du théâtre du Mans (1959) à la demande de Jacques Dumond ; bas-reliefs pour la salle du conseil municipal et la halle aux toiles de la ville de Rouen (1961) à la demande de Maxime Old.

### Médailles
La production de médailles de Jean-Pierre Demarchi est abondante. Sa dualité pour le figuratif et l’abstrait, s’y retrouve souvent à l'avers comme au revers d’une même médaille. Ses recherches telles l’homme arborescent ou les formes féminines s’y expriment avec la délicatesse du ciselé ou du modelé qui caractérise son travail. Certaines œuvres énigmatiques visent avant tout à développer l’imaginaire du spectateur. Ses œuvres sont notamment exposées au musée de la Monnaie de Paris et dans des musées de Rome, Helsinki, Oslo.
Elles commémorent des évènements exceptionnels comme en 1962 celle de l'électrification de la ligne Paris Marseille, et celle célébrant en 1965 les 20 ans de la monnaie de Paris. Certaines sont personnalisées comme celles remises au personnel lors des  50 ans du crédit national. Jean Pierre Demarchi conçoit des médailles pour les institutions (ministères de l'Intérieur, de la Jeunesse et des Sports). 
Dans la salle du conseil municipal de l'hôtel de ville de Rouen, ses médaillons ou bas-reliefs commémorent l'histoire de la ville. 
En 1967, lors de l'exposition internationale de la médaille actuelle à l'hôtel de la Monnaie, il présente deux de ses créations, un Icare réalisé en 1964 et une médaille frappée en 1966 à l'intention du ministère de l'Agriculture.

## Galerie

### Sculptures en pâte de verre
Cette ligne prend son essor au moment de l’implication de Jean-Pierre Demarchi au sein de la cristallerie Daum. C’est lui qui le premier[réf. nécessaire] a l’idée d’utiliser la matière et la technique pour réaliser de véritables sculptures. Il développe les subtilités de ce nouveau matériau, il tire de sa transparence modulable, de ses différents rendus (cristallisé, givré, teinté, ciselé…) une source d’inspiration nouvelle, expression artistique à part entière capable de répondre à ses recherches inassouvies. C’est un nouvel espace de liberté artistique qu’il explore et sur lequel il attire nombre de sculpteurs contemporains, notamment son maître Couturier, Dali et César.
Ces œuvres toutes signées ne doivent pas être confondues avec les Collections Daum (vases, lampes, services de verres…) dont il est l’auteur mais qui ne sont pas signées.
Œuvres signées en pâte de verre : Baigneuse 1965 (150 ex, bleue) ; Chevêche, 1968 ; Chouette 1968 (250 ex 18,5cm, vert ocré) ; Tête de Faune  1968 (250 ex); Méditation 1972 ;  Icare 1973 ; Rythmes crépusculaires 1974 (100ex, camaïeu de violets)  ; Homme arborescent, 1975 (500 ex, verre poli et givré); Vie antérieure 1978 (250 ex, 32cm, bleue) .

### Collections Daum
Il s'agit d'objets décoratifs ayant une fonction d'usage : lampes, vases, verres, cendriers… La cristallerie Daum enrichissait et renouvelait régulièrement sa gamme. Jean-Pierre Demarchi en tant que directeur artistique a été le créateur de plusieurs collections. La politique Daum est que ces créations ne soient pas signées.
Exemples de Collections Daum créées par Jean-Pierre Demarchi : Arcane (1970), Orbe (1970), Ariane, Corolle, Styx, Lynx.